# Los Lobos (Almería)
Los Lobos es una localidad y pedanía española perteneciente al municipio de Cuevas del Almanzora, en la provincia de Almería. Está situada en la parte nororiental de la comarca del Levante Almeriense. Cerca de esta localidad se encuentran los núcleos de Los Perdigones, El Tomillar, El Molino del Tarahal y Puente Jaula.

## Demografía
Según el Instituto Nacional de Estadística de España, en el año 2019 Los Lobos contaba con 299 habitantes censados, lo que representa el 2,12% de la población total del municipio.

### Evolución de la población
| Gráfica de evolución demográfica de Los Lobos entre 2009 y 2019 |
|                                                                 |
| Datos según el nomenclátor publicado por el INE.                |

## Comunicaciones

### Carreteras
Las principales vías de comunicación que transcurren junto a esta localidad son:
| Identificador | Denominación                                            | Itinerario                                  |
| ------------- | ------------------------------------------------------- | ------------------------------------------- |
| A-332         | De Cuevas del Almanzora a Límite de la Región de Murcia | Cuevas del Almanzora - San Juan de Terreros |
| A-1201        | De A-332 a Límite de la Región de Murcia                | Los Lobos - Pozo de la Higuera              |

Algunas distancias entre Los Lobos y otras ciudades:
| Ciudades             | Distancia (km) |
| -------------------- | -------------- |
| Cuevas del Almanzora | 11             |
| Vera                 | 19             |
| Almería              | 99             |
| Murcia               | 124            |
| Granada              | 214            |

## Cultura

### Fiestas
En Los Lobos se celebra el Certamen Trovero «Minas de Sierra Almagrera» en el mes de agosto[cita requerida]. Las fiestas patronales tienen lugar el primer fin de semana de agosto.